# Aerobryum
Aerobryum, rod mahovnjača iz porodice Meteoriaceae, dio reda Hypnales.
Rod je opisan 1851. a tipična vrsta je A. speciosum Dozy & Molk.. Na popisu je dvadesetak vrsta, dvije legitimne.

## Legitimne rste
1. Aerobryum brevicuspis S. He & K.S. Nguyen
2. Aerobryum speciosum Dozy & Molk. tipična

### Ostalo
1. Aerobryum bauerae Müll. Hal. ex Geh.
2. Aerobryum capense (Müll. Hal.) Müll. Hal.
3. Aerobryum capillicaule Renauld & Cardot
4. Aerobryum conferva Müll. Hal.
5. Aerobryum crispicuspis Besch.
6. Aerobryum cymatocheilos Kindb.
7. Aerobryum filamentosum (Hook.) M. Fleisch. ex Thér.
8. Aerobryum hokinense Besch.
9. Aerobryum integrifolium Besch.
10. Aerobryum javanicum (Bosch & Sande Lac.) Müll. Hal.
11. Aerobryum javense (M. Fleisch.) Manuel
12. Aerobryum lanosulum Müll. Hal.
13. Aerobryum lanosum (Mitt.) Mitt.
14. Aerobryum longipendulum (Müll. Hal. ex Dusén) Paris
15. Aerobryum longissimum (Dozy & Molk.) Müll. Hal.
16. Aerobryum nipponicum (Nog.) Sakurai
17. Aerobryum plumarium (Hampe) Kindb.
18. Aerobryum prostratulum (Müll. Hal.) Müll. Hal.
19. Aerobryum pseudocapense (Ångstr.) Besch.
20. Aerobryum pseudolanosum Broth. & Geh.
21. Aerobryum striatulum (Mitt.) Paris
22. Aerobryum subpiligerum (Hampe) Müll. Hal.
23. Aerobryum trachypterum (Müll. Hal. ex Dusén) Paris
24. Aerobryum vitianum (Sull.) Müll. Hal.
25. Aerobryum wallichii (Brid.) Müll. Hal.
26. Aerobryum warburgii Broth.
27. Aerobryum willisii M. Fleisch.